# Monument de Koguryo

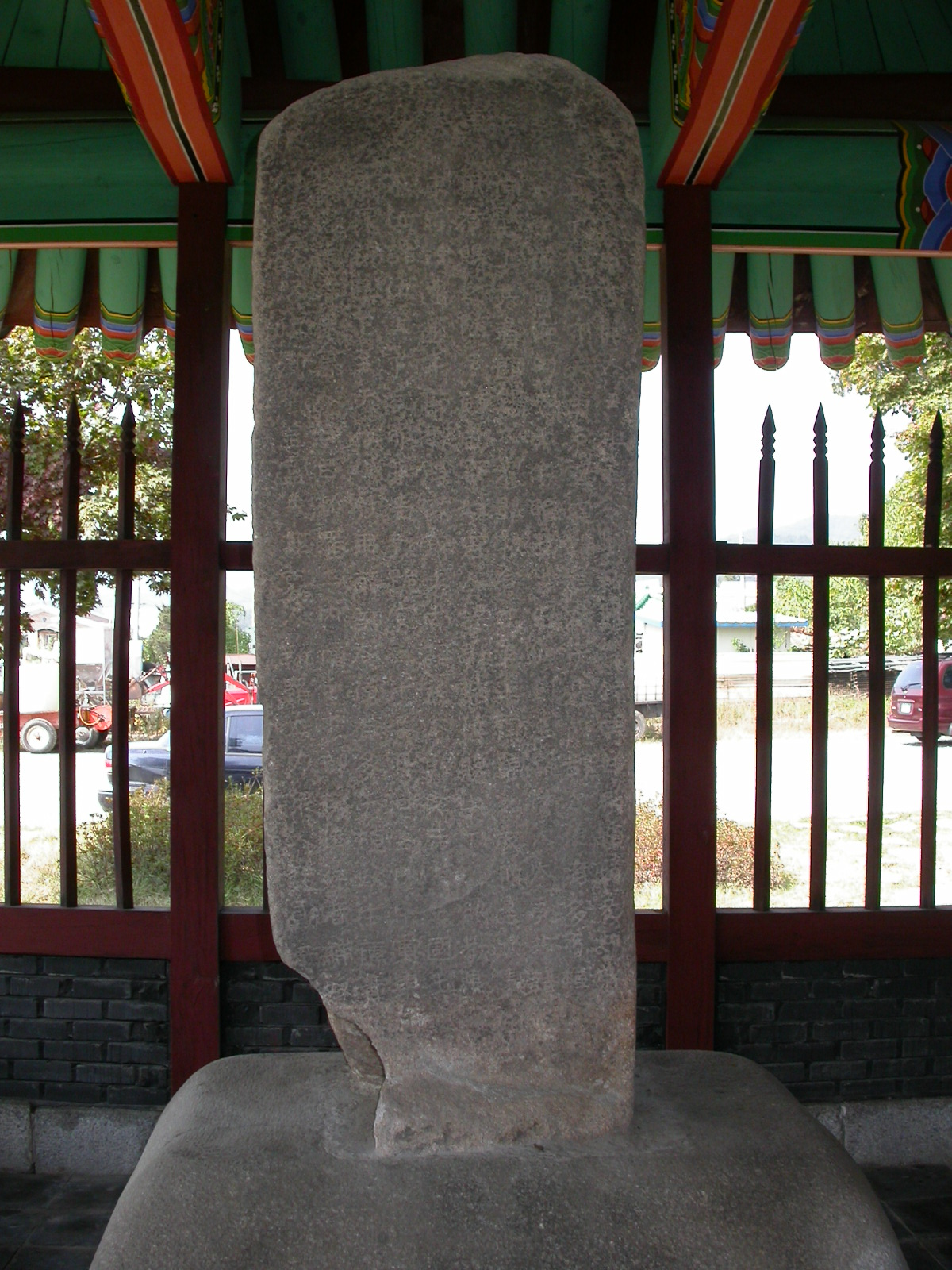
La stèle de Koguryo de Chungju

Le monument de Koguryo est une stèle datant de la fin du Ve siècle commémorant la conquête de plusieurs forteresses le long du Namhangang par le royaume de Koguryo. Elle se trouve à Jungangtap-myeon près de la ville de Chungju dans le centre de la Corée du Sud. Découverte le 8 avril 1979 par des chercheurs de l'université Dankook, elle a été classée trésor national n° 205 en 1981. C'est un des plus anciens textes retrouvés en Corée.

## Description
Cette stèle à la forme d'un pilier en pierre naturelle haute de 2,03 mètres pour une largeur et une profondeur de 55 et 33 cm . Portant initialement des inscriptions  sur chaque face, elle a souffert de l'érosion et seules celles de la partie frontale et d'un des côtés sont encore lisibles.  Elle est actuellement protégée par un pavillon.